# Dasineura lathierei
Dasineura lathierei är en tvåvingeart som först beskrevs av Guercio 1910.  Dasineura lathierei ingår i släktet Dasineura och familjen gallmyggor. Inga underarter finns listade i Catalogue of Life.